# Гей-квартал

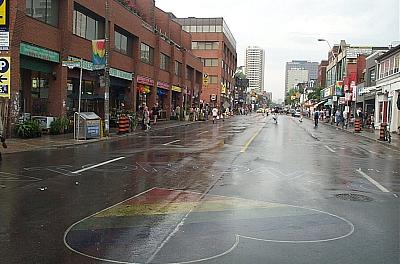
Гей-деревня Church and Wellesley в Торонто, Канада

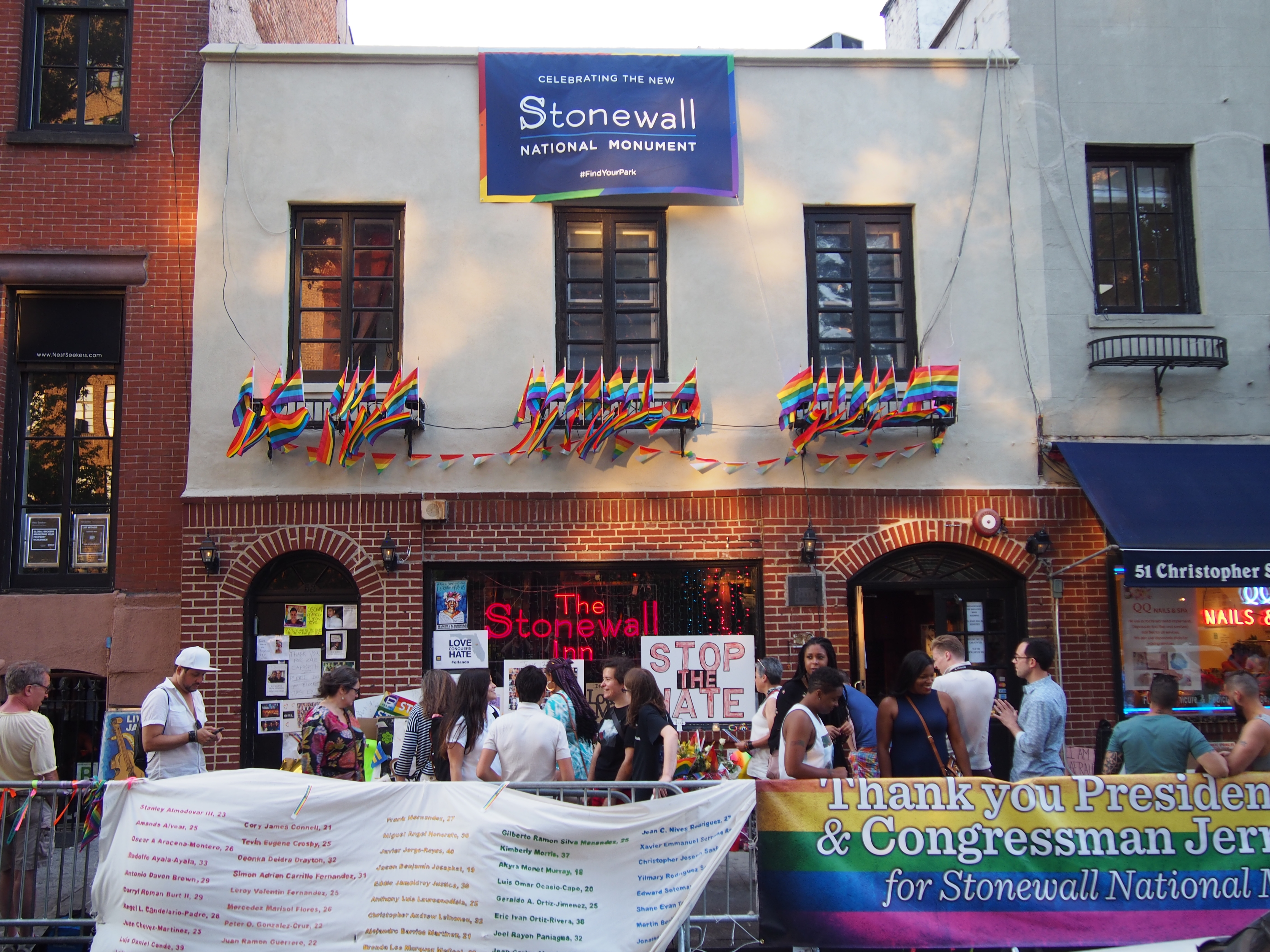
Стоунволл-инн в гей-квартале Гринвич-Виллидж, Манхэттен, колыбель современного движения за права геев

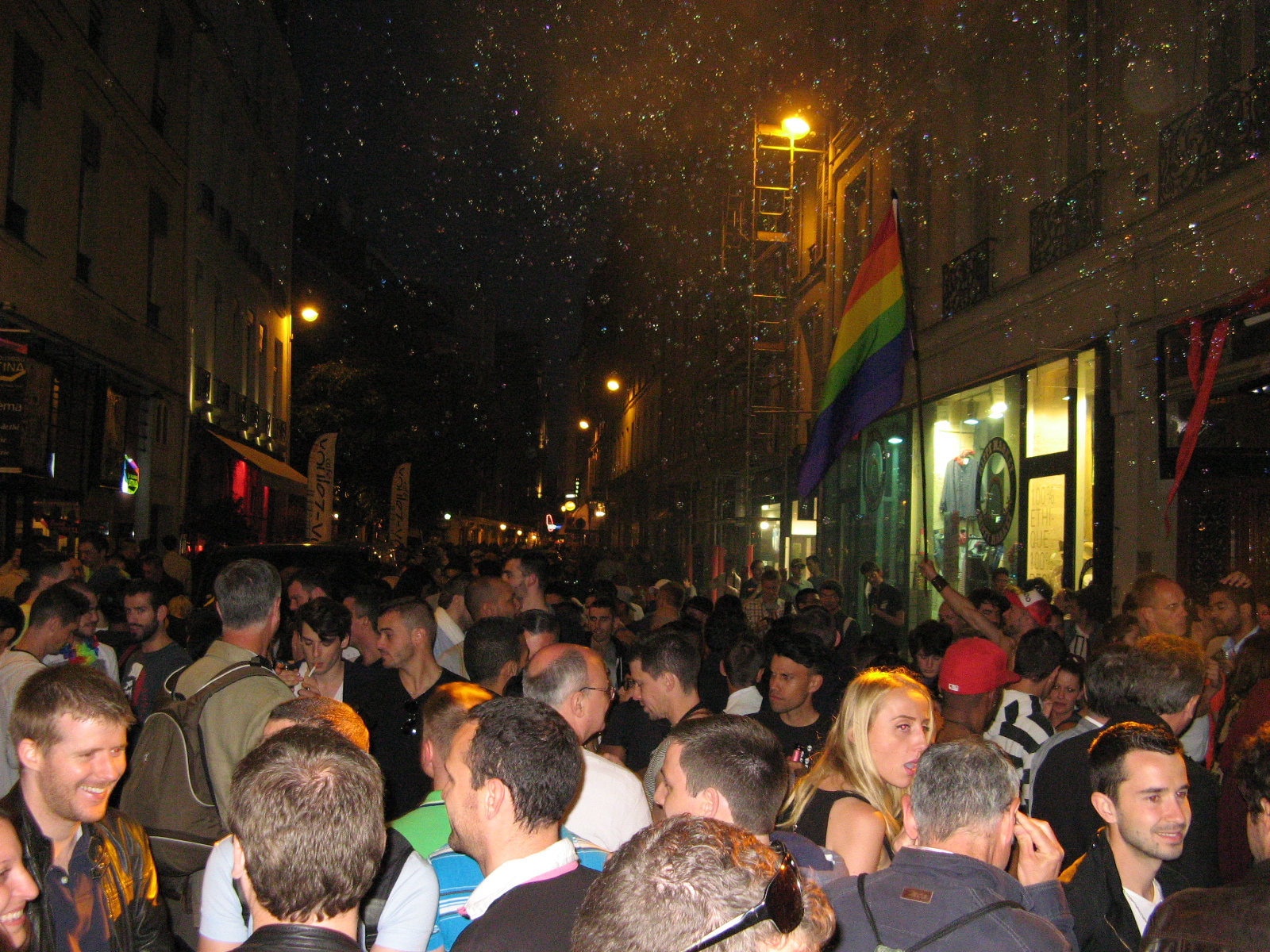
Гей-квартал в Маре, Париж

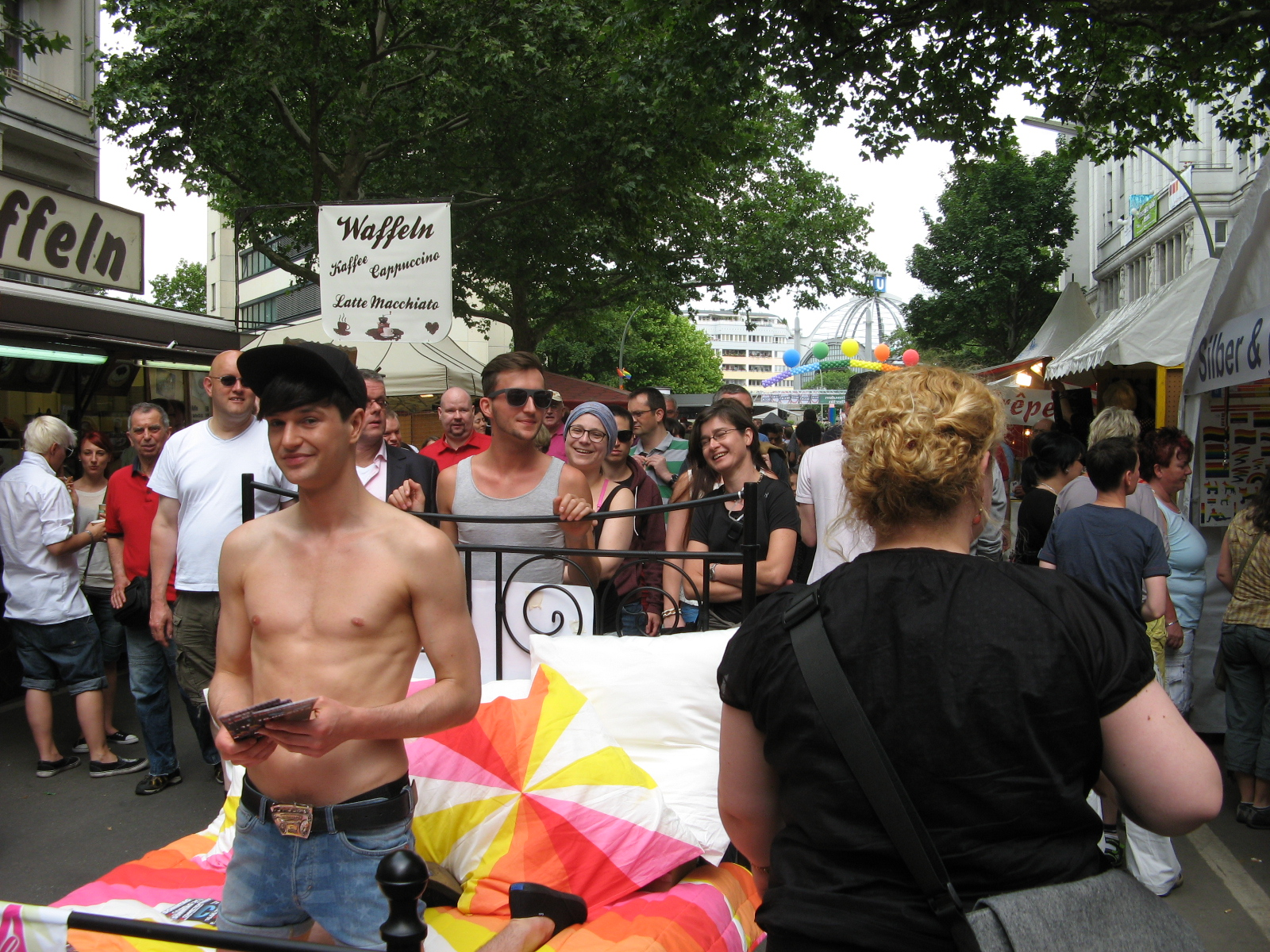
Гей-квартал в Шёнеберге, Берлин

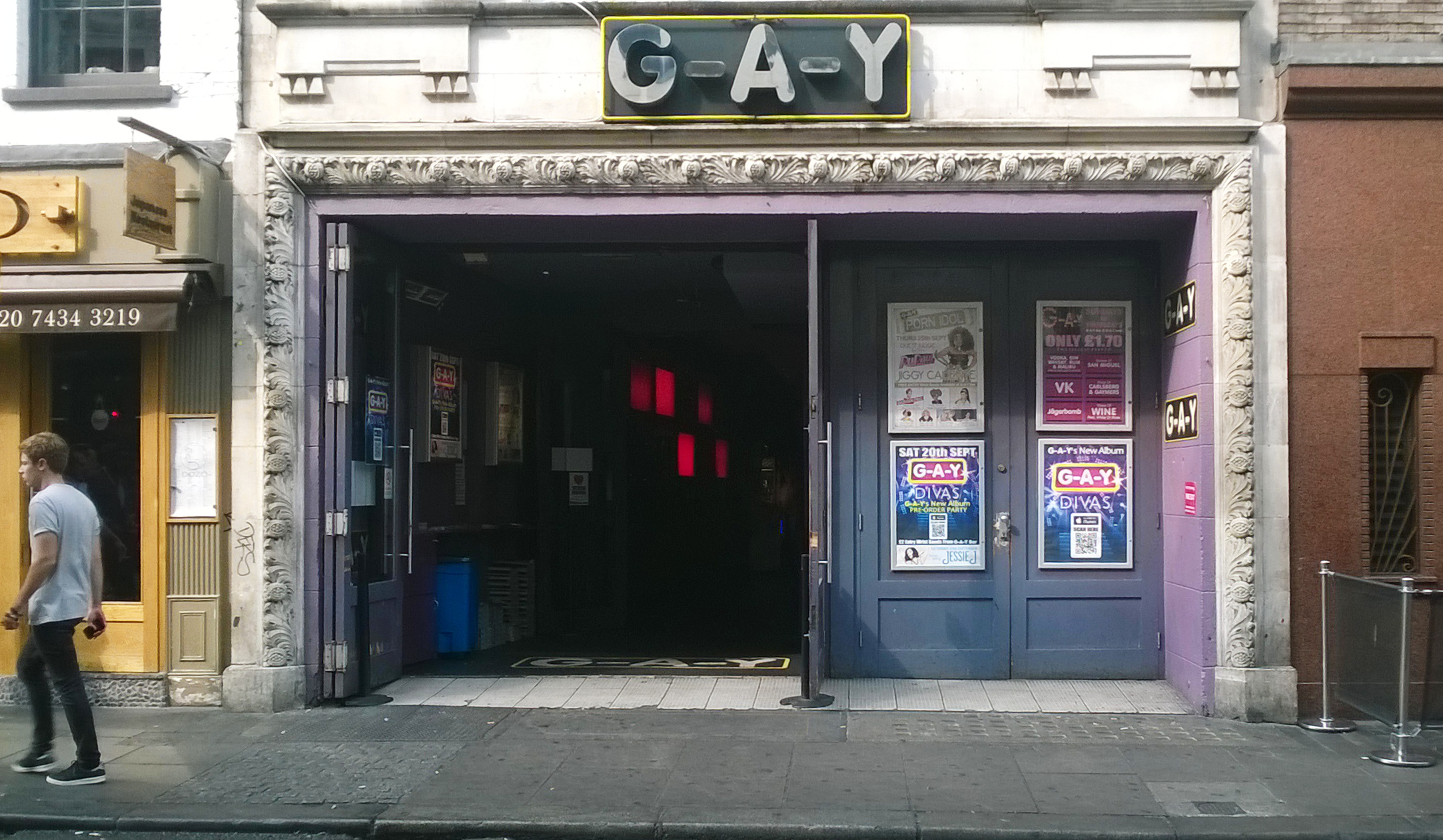
Гей-квартал в Сохо, Лондон

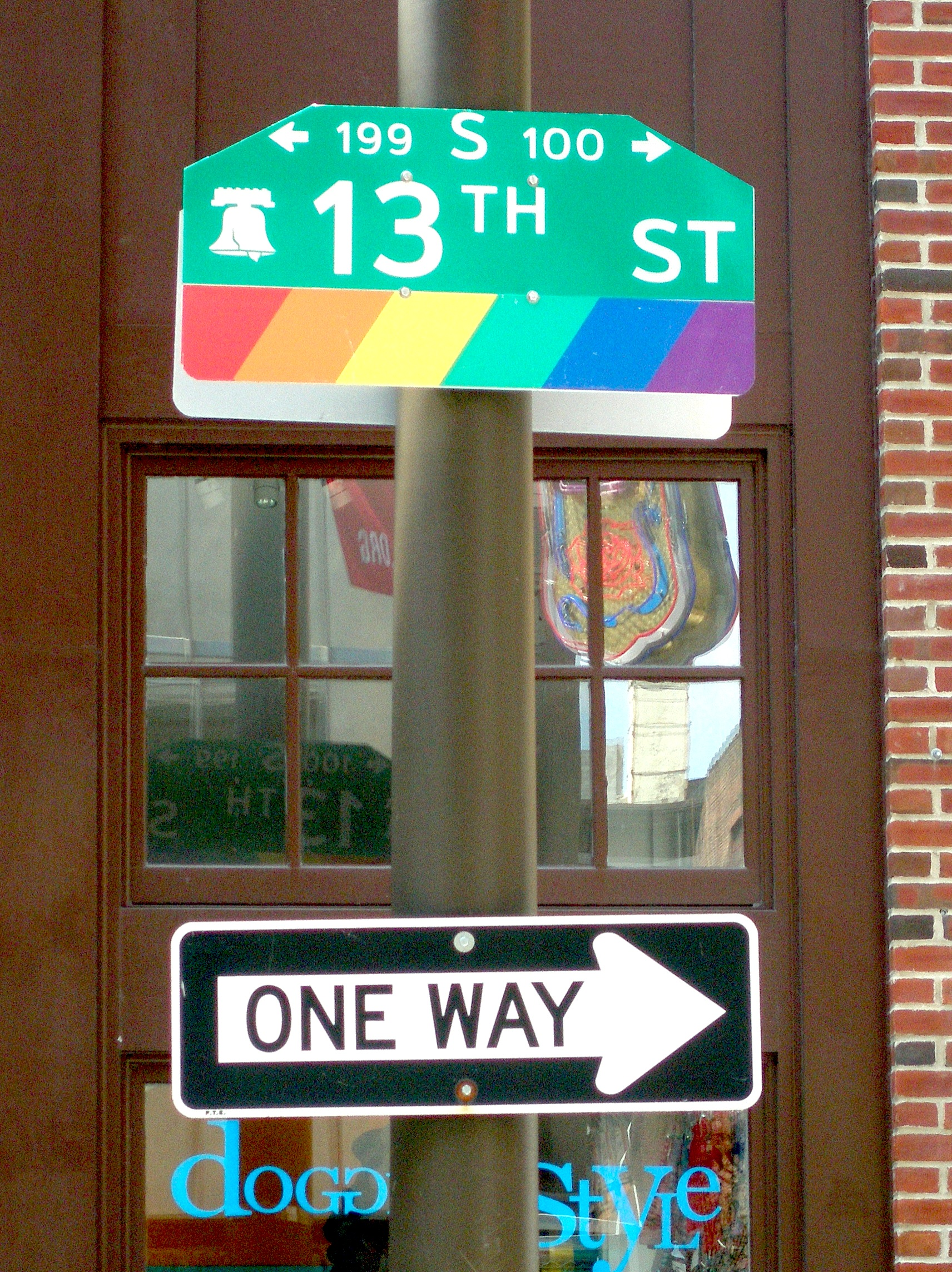
Уличная вывеска на углу филадельфийского Гейборхуда

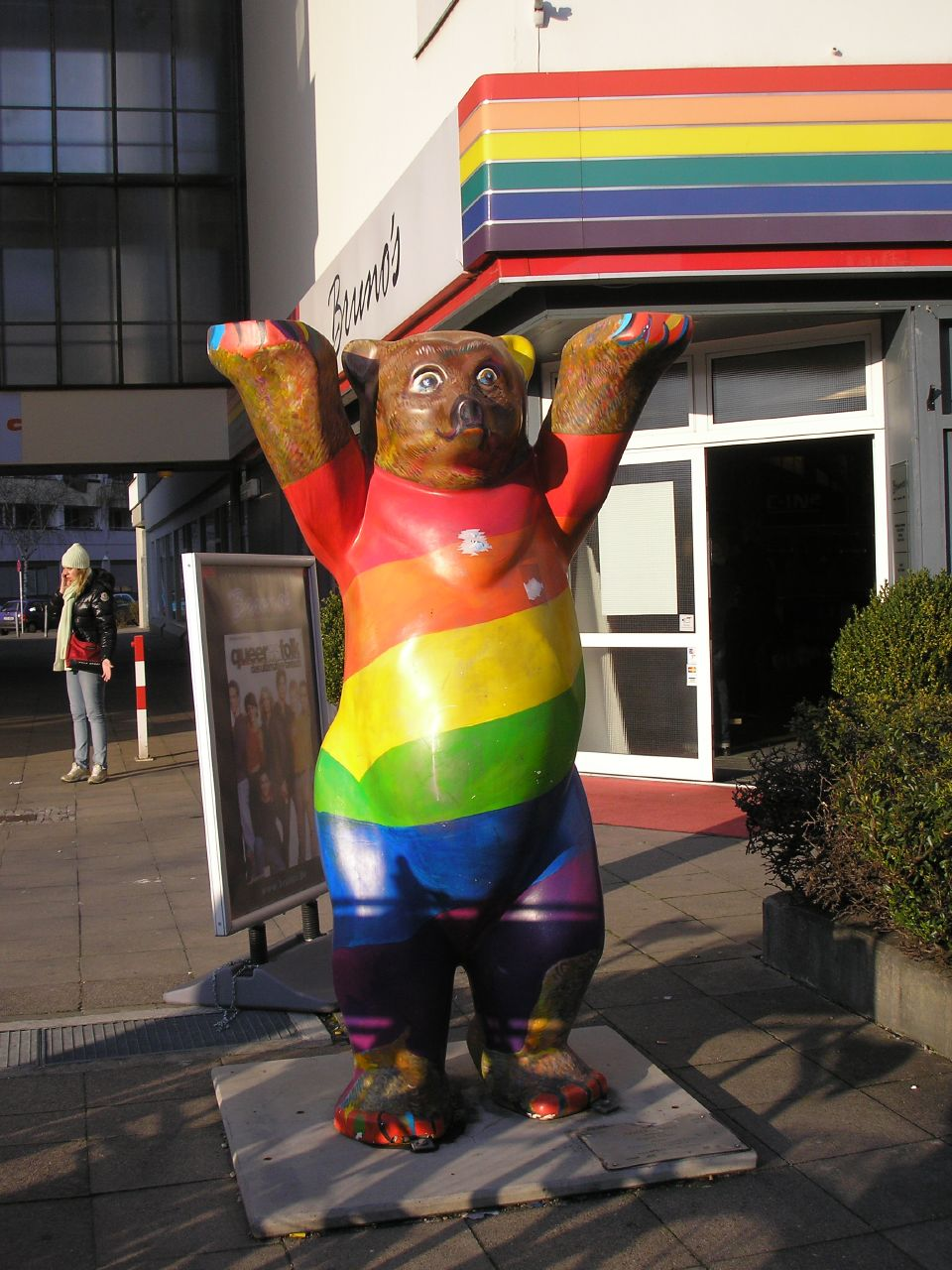
Гомо-мишка на Ноллендорфплац, Берлин

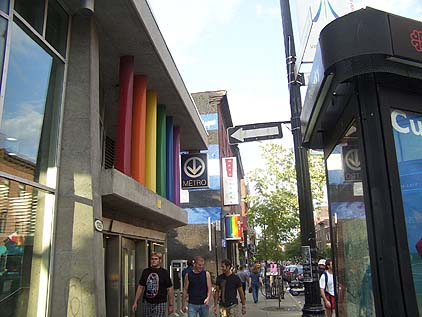
Станция метро в районе Деревни геев Монреаля

Гей-квартал (также гей-район, гей-деревня, гей-анклав, гей-гетто, гейтто, гейтаун и др.) — городская территория со вполне очертаемыми границами, на которой проживает или которую часто посещает большое количество лесбиянок, геев, бисексуалов и трансгендеров (ЛГБТ). Гей-кварталы часто содержат ряд заведений, ориентированных на геев, таких как гей-бары и пабы, ночные клубы, гей-бани, рестораны, бутики и книжные магазины.
Уже в 1950-х годах в США Нью-Йорке на Манхеттене наблюдается становление кластеров компактного проживания ЛГБТ: Гринвич-Виллидж, Ист-Сайд и окрестность вокруг 72-й улицы. Позднее подобные кварталы появились на Манхеттене и в Вест-Виллидж и Челси, а также в Норд-Сайд в Чикаго и Кастро в Сан-Франциско.
Современные гей-кварталы нередко возникают на месте бывших приходящих в упадок микрорайонов и вносят свой вклад в процессы их джентрификации, что иногда может вызывать недовольство коренных жителей микрорайона — как правило, представителей рабочего класса. Подобная джентрификация сопровождается реконструкцией жилых зданий, появлением модных бутиков, экзотических ресторанов, а также специализированных организаций, рассчитанных на ЛГБТ-публику.
Среди самых известных гей-кварталов — кварталы Гринвич-Виллидж в Нью-Йорке, Адская кухня и Челси на Манхэттене; Парк-Слоуп/Саут-Слоуп, Вильямсбург и Бушвик в Бруклине, Астория в Квинсе; Файер-Айленд и Хэмптонс на Лонг-Айленде; Саут-Энд Бостона, Ямайка-Плейн и Провинстаун, Массачусетс; Гейборхуд Филадельфии; Dupont Circle в Вашингтоне, округ Колумбия; Бойстаун в Чикаго; Сохо в Лондоне, Гей-Виллидж Бирмингема, Кемптаун Брайтона и Канал-стрит в Манчестере — все в Англии; Западный Голливуд округа Лос-Анджелес; а также Сиджес провинции Барселона, церковь Торонто и район Веллесли, Кастро Сан-Франциско; Мадридский Чуэка, Сиднейский Ньютаун и Дарлингхерст, Берлинский Шёнеберг, Гей-стрит в Риме, Маре в Париже, Грин Пойнт в Кейптауне; Мелвилл в Йоханнесбурге, Южная Африка; и Зона Роса, Мехико в Мексике.
В Северной Америке также отмечены следующие гей-районы: Асбери-Парк, Мейплвуд, Монтклэр и Ламбервилл в Нью-Джерси; Уилтон Мэнорс, Флорида; Центральный Уэст-Энд Сент-Луиса, Центр Атланты, Ле-Виллидж Монреаля, Монтроуз Хьюстона, Аптаун Миннеаполиса, Хиллкрест Сан-Диего, Сент-Лео, Сан-Хосе, Дубовая лужайка Далласа, Лавандовые высоты Сакраменто, пляж Аламитос в Лонг-Бич, Калифорния, Капитолийский холм Сиэтла и деревня Дэви в Ванкувере.
Такие районы могут представлять собой оазис ЛГБТ-дружелюбия во враждебно настроенном городе или просто иметь высокую концентрацию геев и бизнесменов. Как и другим урбанизированным группам, некоторым ЛГБТ-представителям удалось использовать своё пространство в качестве отражения своей культурной ценности и способа удовлетворить особые потребности людей по отношению к обществу в целом.
Сегодня эти кварталы, как правило, можно найти в районах высшего класса города, например, на Манхэттене, выбранных из-за эстетической или исторической ценности, больше не являющихся результатом социально-политической остракизации и постоянной угрозы физического насилия со стороны гомофобов, которые изначально мотивировали эти сообщества жить вместе ради их взаимной безопасности.
Эти районы также часто встречаются в районах рабочего класса или на заброшенных окраинах города — сообществах, которые, возможно, были высококлассными исторически, но стали экономически депрессивными и социально дезорганизованными. В этих случаях создание ЛГБТ-сообщества превратило некоторые из этих районов в более дорогие, этот процесс известен как джентрификация — явление, в котором ЛГБТ-люди часто играют роль первопроходцев. Этот процесс не всегда работает на их благо, поскольку они часто видят, что стоимость недвижимости растёт так стремительно, что они больше не могут себе её позволить, поскольку строятся многоэтажные кондоминиумы и съезжают бары, или единственные оставшиеся ЛГБТ-заведения теперь обслуживают более высококлассную клиентуру. Однако сегодняшние проявления «квир-гетто» мало похожи на то, как они выражались в 1970-х годах.
Крупные гей-кварталы есть в США и Канаде (и даже целые города, например, Уэст-Голливуд). В Великобритании такими компактными районами являются Сохо в Лондоне и Gay Village в Манчестере, в Берлине — квартал Ноллендорфплац-Моцштрассе, в Париже — квартал Маре, Сан-Франциско — Кастро, в Барселоне — Гейшампле.
В России существует аналогия в виде так называемых «плешек» (мест встреч геев и лесбиянок). В настоящий момент в условиях открытия множества профильных заведений и развитием Интернета стали терять свою актуальность. В Петербурге, например, место встречи геев — «Катькин садик», а лесбиянок — «Подкова» у Казанского собора.

## Гетто
Термин гетто первоначально относился к тем местам в европейских городах, где евреи должны были жить в соответствии с местным законодательством. В течение 20-го века гетто стали использоваться для описания районов, насёленных различными группами, которые общественность считала за пределами нормы, включая не только евреев, но и бедняков, ЛГБТ-людей, этнические меньшинства, бродяг, проституток и богему.
Эти кварталы, которые часто возникают из густонасёленных и часто ухудшившихся городских районов, являются критически важными местами, где традиционно собирались представители гендерных и сексуальных меньшинств. С одной точки зрения, эти пространства являются местами маргинальности, созданными часто гомофобным, бифобным и трансфобным гетеросексуальным сообществом; с другой точки зрения, они являются убежищем, где представители гендерных и сексуальных меньшинств могут извлечь выгоду из концентрации безопасных, недискриминационных ресурсов и услуг (как и другие меньшинства).
В некоторых городах ЛГБТ-представители собираются в чётко обозначенных территориях, в то время как в других они рассредоточены по районам, которые менее заметны из-за присутствия либеральной, утверждающей контркультуры. Например, ЛГБТ-меньшинства в Сан-Франциско собираются в районе Кастро, в то время как те же представители в Сиэтле концентрируются в старых богемных районах города, на Капитолийском холме, а в Монреале — в районе рабочего класса, административно именуемом «Centre-Sud», но широко известный как «Деревня геев». Однако в этих районах более высокая концентрация жителей ЛГБТ и обслуживающих их предприятий, чем в прилегающих районах. В некоторых городах, таких как Остин, штат Техас, не сформировался определённый гей-квартал, несмотря на то, что город Остин был домом для многих ЛГБТ-людей с развитым ЛГБТ-дружественным бизнесом и присутствующей контркультурой.

## История

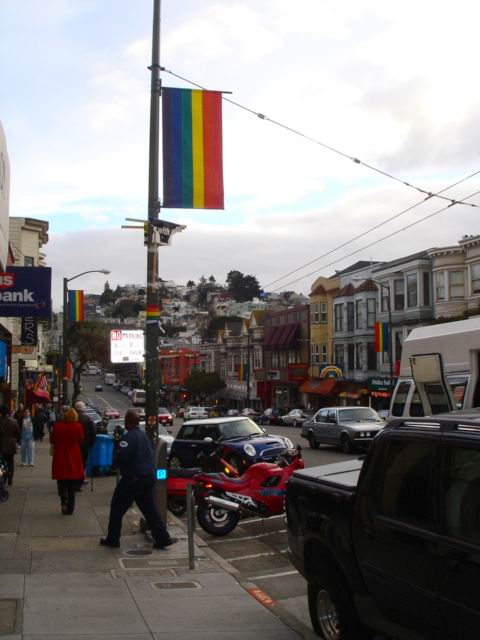
Баннеры с радужными флагами отображаются круглый год в районе Кастро в Сан-Франциско и на Маркет-стрит в июне как символ гей-прайдов и единства ЛГБТ

Район Шёнеберг в Берлине был первым гей-кварталом в мире, возникшим в 1920-х годах. До 1960-х и 1970-х годов специализированные сообщества ЛГБТ не существовали как гей-кварталы в Соединённых Штатах; бары обычно были там, где развивались социальные сети ЛГБТ, и они располагались в определённых городских районах, где полицейское зонирование неявно допускало так называемые «девиантные развлечения» под пристальным наблюдением. В Нью-Йорке, например, собрание геев не было незаконным с 1965 года; однако ни один открытый гей-бар не получил лицензии на продажу алкоголя. Полицейский рейд на частный гей-клуб под названием Стоунволл-инн 27 июня 1969 года привёл к серии незначительных беспорядков в районе бара в течение последующих трёх дней, в которых участвовало более 1000 человек. Стоунволлским бунтам удалось изменить не только профиль гей-сообщества, но и динамику внутри самого сообщества. Это, наряду с несколькими другими подобными инцидентами, ускорило появление гей-гетто по всей Северной Америке, поскольку пространственная организация сместилась с баров и уличных прогулок в определённые районы. Этот переход «от баров к улицам, от ночной жизни к дневному, от „сексуальных извращений“ к альтернативному образу жизни» стал критическим моментом в развитии гей-сообщества. 23 июня 2015 года гостиница «Стоунуолл» стала первой достопримечательностью Нью-Йорка, признанной Комиссией по сохранению достопримечательностей Нью-Йорка на основании её роли в истории ЛГБТ, а 24 июня 2016 года Стоунволлский национальный памятник был назван первым в США Национальным памятником, посвящённым движению за права ЛГБТК.
К началу 2000-х годов онлайн-сообщества развились во всем мире как ресурс, объединяющий жителей гей-кварталов по всему миру для предоставления информации об искусстве, путешествиях, бизнесе, консультациях и юридических услугах для гомосексуалов с целью создания безопасной и дружественной среды для членов ЛГБТ-сообществ в целом.

## Характеристика
Гей-кварталы могут разительно отличаться в зависимости от города и от страны. Кроме того, в некоторых крупных городах также создаются «спутниковые» гей-деревни, которые по сути являются «переполненными» районами. В таких местах гомосексуалов и лесбиянок вытесняют из основного квартала, и они вынуждены переехать в другие, более доступные районы, тем самым создавая совершенно новый гей-квартал. Это способствует процессу джентрификации за счёт снижения цен для долгосрочных арендаторов в этих районах. В Нью-Йорке многие геи в 1990-е переехали в район Челси из района Гринвич-Виллидж в качестве менее дорогой альтернативы. После этого движения цены на жильё в Челси резко выросли, чтобы составить конкуренцию Вест-Виллиджу в самом Гринвич-Виллидж. Точно так же джентрификация кардинально меняет филадельфийский Гейборхуд, и городское ЛГБТ-сообщество расширяется по всему городу. Другие примеры включают в себя бостонских геев, переезжающих в Саут-Энд, и лесбиянок, мигрирующих на Ямайскую равнину. В то время как чикагские гомосексуалы перебрались в район Андерсонвилл как ответвление района Бойстаун/Лейквью. Некоторые гей-кварталы вообще не являются районами, а вместо этого представляют собой полностью отдельные от города муниципалитеты, для которых они служат основными гей-анклавами, например, Западный Голливуд в районе Лос-Анджелеса и Уилтон Манорс в районе Майами/Форт-Лодердейл.

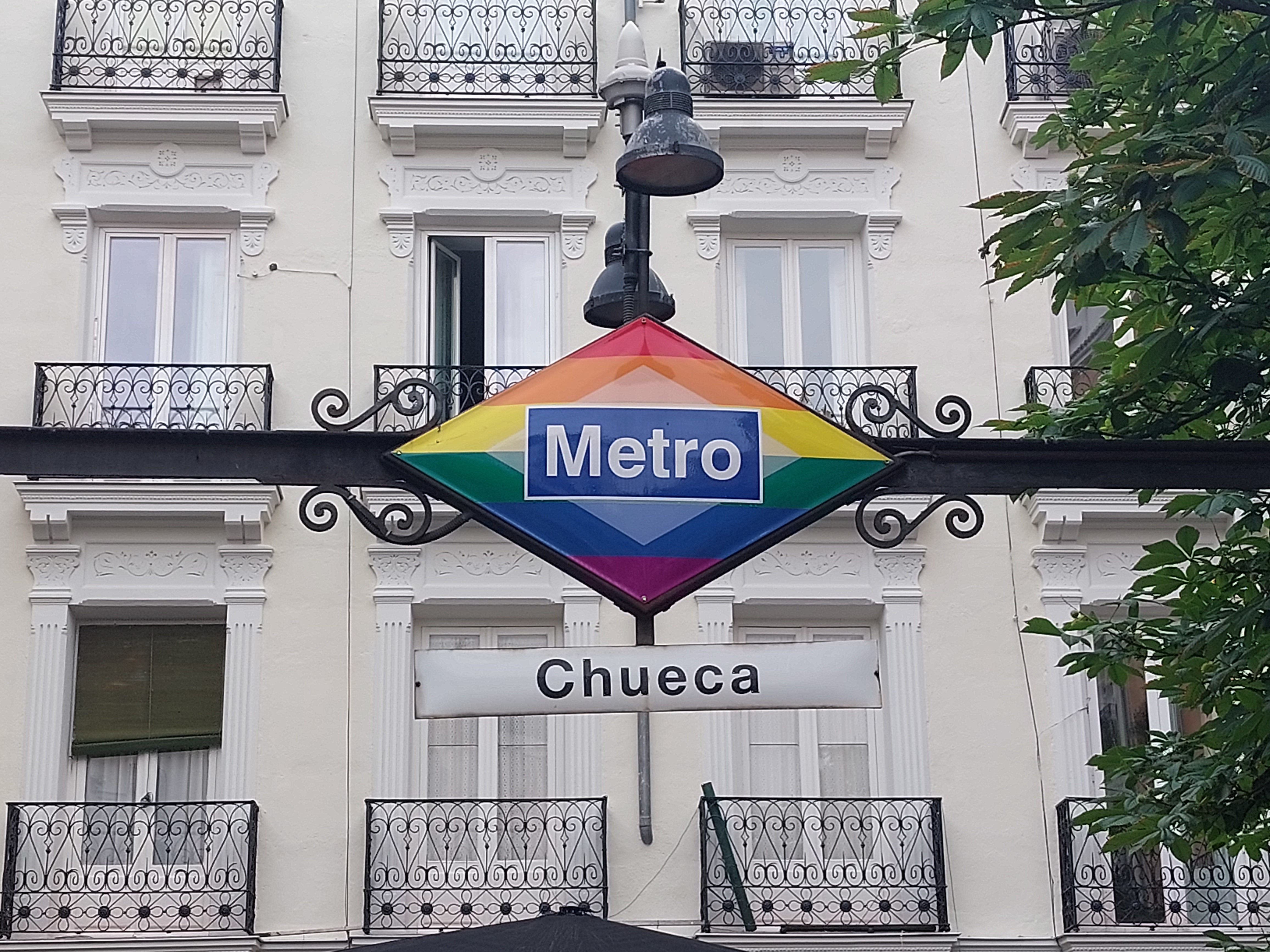
Вход на станцию метро Chueca на площади Plaza de Chueca в Мадриде.

Эти процессы связаны с пространственной природой возрождения городов, происходившего в то время. «Первая волна» низкооплачиваемых геев в этих городских центрах проложила путь для других, более богатых гомосексуалов-профессиналов, переехавших в районы, эта более состоятельная группа сыграла значительную роль в облагораживании многих кварталов центральной части города. Присутствие представителей ЛГБТ в сфере недвижимости Сан-Франциско было основным фактором, способствовавшим урбанистическому ренессансу в 1970-х годах.
Однако облагораживание гей-кварталов может также способствовать укреплению стереотипов о геях, вытесняя тех, кто не соответствует преобладающему имиджу «геев белых, богатых, компетентных». Такие люди (включая цветных геев, геев с низким доходом или из рабочего класса и «неудобные» группы, такие как ЛГБТ-проститутки и представители «кожаной», или БДСМ-субкультуры) обычно изгоняются из квартала из-за повышения арендной платы или постоянных преследований вследствие усиления полицейского контроля. Особенно в районе Полк Галч в Сан-Франциско (первый гей-квартал в этой местности) джентрификация, похоже, вызвала такой эффект.
Представители и представительницы ЛГБТ имеют репутацию инициаторов возрождения ранее заброшенных анклавов. Делая эти районы более привлекательными для жизни, компании и другие классы людей переезжают в эти районы, и, соответственно, стоимость собственности имеет тенденцию расти. Ричард Флорида, влиятельный американский учёный, утверждает, что их явное присутствие привлекает инвесторов и способствует созданию рабочих мест, особенно в сфере высоких технологий. Они, по его словам, «канарейки креативной экономики». Города, в которых есть гей-кварталы и которые более толерантны к ЛГБТ, обычно имеют более сильную, устойчивую и творческую экономику по сравнению с городами, которые менее терпимы к гомосексуальности. Флорида утверждает, что в городах как таковых более сильный креативный класс, который играет важную роль в реализации новых идей, стимулирующих экономику.

## Коммерциализация

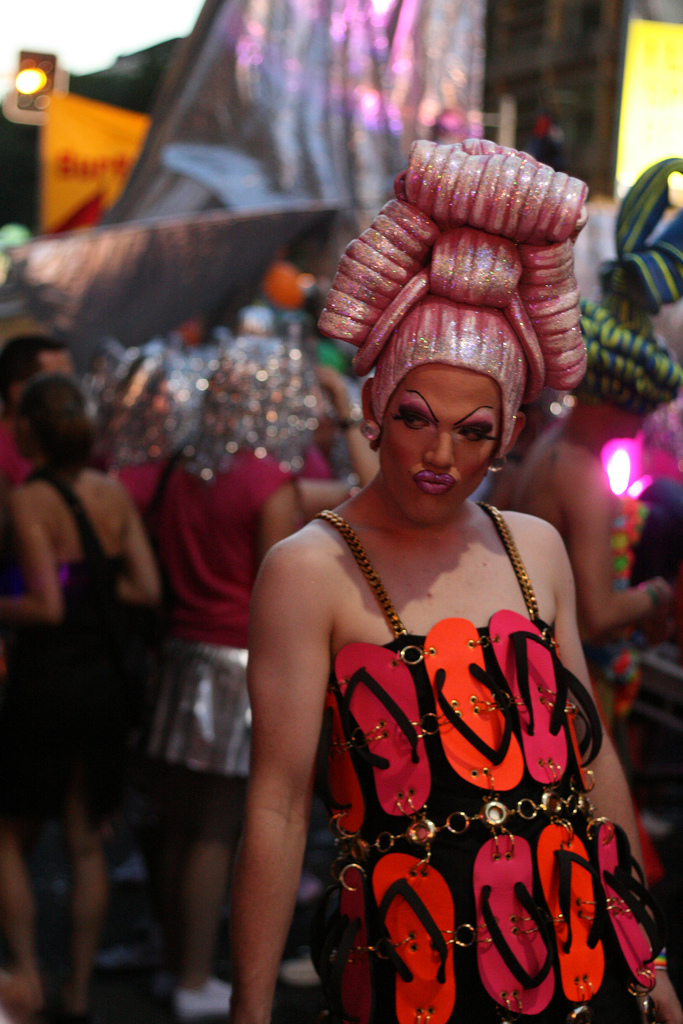
Сиднейский Марди Гра Фестиваль, крупнейший из известных миру

Джентрификация некогда обветшалых городских районов в сочетании с организацией прайдов в этих районах привела к увеличению заметности ЛГБТ-сообществ. Такие парады, как Сиднейский Марди Гра Фестиваль геев и лесбиянок и Прайд-фестиваль в Манчестере, привлекают значительные объёмы инвестиций и приносят доход от туристической индустрии, и города начинают понимать, что, во-первых, принятие ЛГБТ-культуры быстро становится признаком «изысканности» для региона, и, во-вторых, гей-ориентированные события, такие как прайд-парады и гей-игры, являются потенциально прибыльными мероприятиями, привлекающими тысячи туристов-геев и их финансы. Растущее признание экономической ценности гей-сообщества связано не только с их достатком, но и с той ролью, которую лесбиянки и геи сыграли (и продолжают играть) в возрождении городов.

## Список гей-кварталов

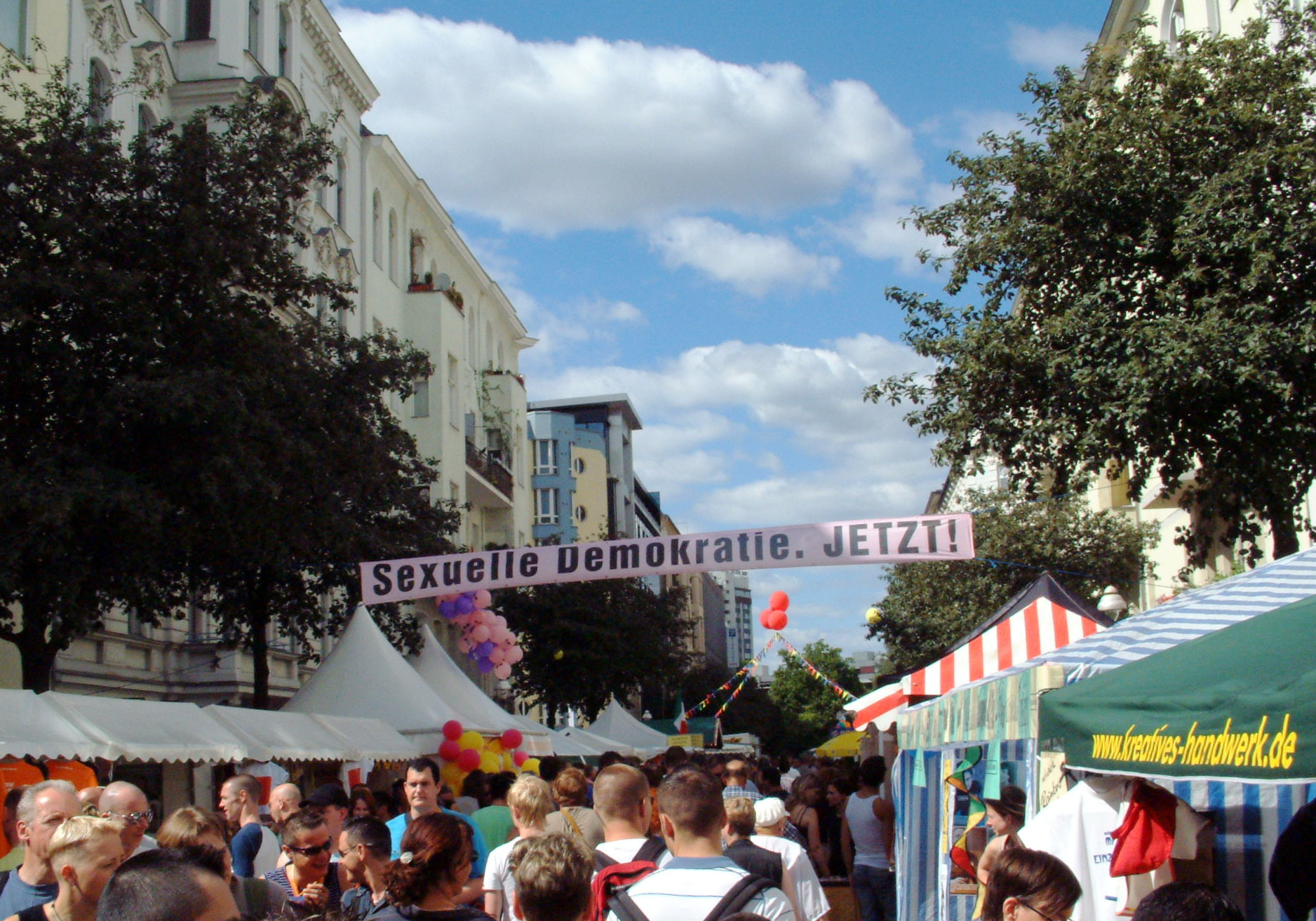
Территория вокруг берлинской площади Ноллендорфплац и Моцштрассе

Улица Warmoesstraat в Амстердаме

Провинстаун, штат Массачусетс, был оценен Бюро переписи населения США как «самый „голубой“ город Америки». Также Провинстаун, или П-таун, был признан Gaycities.com «Лучшим городом-курортом в 2011 году». Когда Массачусетс в 2003 году легализовал однополые браки, в городе их было зарегистрировано гораздо больше, чем гетеросексуальных. Различные городские предприятия спонсируют Неделю геев, Неделю женщин, Неделю медведей, Неделю семьи (для однополых семей) и их версию гей-парада, Карнавал. В настоящее время среди известных геев — журналист Эндрю Салливан, режиссёр Джон Уотерс и комик Кейт Клинтон.
В некоторых городах есть достаточно чётко очерченный квартал для геев в самом центре более крупного района, где также проживает значительное количество гомосексуалистов. Например, Бойстаун в Чикаго — это ярко выраженный гей-квартал, расположенный в более крупном районе Лейквью. Лейквью — богатый район с репутацией сосредоточения последователей либеральных и прогрессивных политических взглядов. За пределами Бойстауна Лейквью представляет собой смесь как геев, так и натуралов, а также семей, но Бойстаун — главный гей-район. Среди других примеров этого явления — Дэйви Виллидж в самом центре гей-сообщества Ванкувера. Он расположен в крупном районе Уэст-Энда, который, хотя и плотно обжит представителями ЛГБТ, не обязательно считается гей-кварталом.
Несмотря на большое количество жителей-геев и более высокую концентрацию заведений для гомосексуалов, район Саут-Бич в Майами-Бич, Флорида, никогда не был исключительно гейским в связи с его популярностью среди гетеросексуалов. Классический гей-райорн Филадельфии состоит всего из нескольких кварталов в центре города и называется «Гейборхуд». ЛГБТ-культура в Филадельфии широко представлена в клубах, барах и ресторанах, а также в медицинских учреждениях для ЛГБТ-сообщества. «Гейборд» в Филадельфии содержит 68 радужных уличных знаков по всему сообществу. Районы Дюпон Серкл и Логан Серкл в Вашингтоне, округ Колумбия, известны множеством ориентированных на геев баров, ресторанов и магазинов. Шорт-Норт в центре города Колумбус, штат Огайо, прежде всего известен как район искусств, но в нём преобладает сильное гей-сообщество и высокая концентрация ЛГБТ-ориентированных клубов и баров. В Бостоне, в модном и престижном районе Саут-Энд проживает большое количество мужчин-гомосексуалов, а в районах Ямайка-Плейн и Рослиндейл проживает множество лесбиянок, а также в оживлённых, но менее модных центрах города.
Деревня геев в Монреале (на французском Le Village) считается одной из крупнейших в Северной Америке по численности населения, концентрации и площади.
Некоторые районы часто ассоциируются с «гейскими» городами или курортами из-за их имиджа и признания гей-сообщества. Примеры включают Сан-Франциско, Манчестер, Брайтон, Сидней, Кейптаун и греческий остров Миконос.
В районе Маре в Париже наблюдается рост популяции геев с 1980-х годов, о чем свидетельствует существование большого гей-сообщества и множества кафе, ночных клубов, кабаре и магазинов для гомосексуалов, таких как один из крупнейших гей-клубов в Европе, Le Depot. Эти заведения в основном сосредоточены в юго-западной части Маре, многие на улицах Сент-Круа-де-ла-Бретонери и Вьей-дю-Темпл или по соседству с ними.
Известная гей-деревня Сиджес — один из самых богатых жилых районов в Барселоне. В течение года в городе проводится несколько гей-мероприятий, например, «Гей-прайд» и «Неделя медведей». Первый памятник гей-сообществу, перевернутый треугольник, был построен на улице Passeig Maritim в 2006 году. Многие геи-туристы пользуются специальным размещением в Сиджесе во время фестиваля Circuit в Барселоне.
В Сан-Диего есть собственный гей-квартал под названием Хиллкрест, который находится вокруг парка Бальбоа. Хиллкрест располагается очень близко к центру города, но в нём сохраняется эклектичная атмосфера маленького городка. Хотя многие считают его районом Сан-Диего для геев с его ЛГБТ-барами и танцевальными клубами, население этого района становится всё более разнообразным с ростом количества проектов кондоминиумов. ЛГБТ-сообщество Сан-Диего, оказывающее влияние своим существованием на стоимость покупки или аренды в районе Хиллкрест, распространилось на многие мили за пределы Северного парка, Юниверсити Хайтс и десятков других районов. В этих разнообразных и гостеприимных районах постепенно продолжается процесс облагораживания.
В Миннеаполисе, штат Миннесота, кварталы, окружающие Лоринг Парк — место проведения местного парада ЛГБТ — считаются «гей-районом», хотя многие геи и лесбиянки мигрировали в более заселённые районы, такие как Брин-Мар и Уиттиер.
В Тампе, штат Флорида, гей-сообщество традиционно было разбросано по несколько кварталов. В начале 21 века в Национальном историческом районе Йбор-Сити был создан район ГеЙбор, который сейчас является центром жизни геев и лесбиянок в районе Тампа-Бэй и пристанищем для большинства гей-баров, ночных клубов и ресторанов и обслуживающих организаций. В Орландо, штат Флорида, гей-сообщество сосредоточено вокруг кварталов Торнтон-Парк и Эола Хайтс.
Чёрч энд Уэллсли — это ЛГБТ-сообщество, расположенное в Торонто, Канада. Он примерно ограничен Gould Street на юге, Yonge Street на западе, Charles Street на севере и Jarvis Street на востоке, с пересечением улиц Чёрч и Уэллсли в центре этого района. Хотя некоторые заведения, ориентированные на геев и лесбиянок, можно найти за пределами этой области, общие границы этой деревни были определены Гильдией гей-туризма Торонто. Многие представители ЛГБТ также живут в близлежащих жилых кварталах Аннекс, Каббеджтаун, Сейнт Джеймс Таун и Ривердейл, а также в меньшем количестве по всему городу и его окрестностям.
В Оттаве обосновалась деревня, удобная для ЛГБТ-толерантных, вдоль Бэнк-стрит в Сентертауне 4 ноября 2011 года, когда город Оттава установил 6 уличных указателей на пересечении улиц Бэнк/Непин, Бэнк/Сомерсет и Бэнк/Джеймс. Её создание увенчало исторический год и шесть предшествующих лет лоббирования, когда деревня установила два проекта паблик-арта в дополнение к увеличению количества радужных флагов на территории деревни втрое. Там представлены разнообразные предприятия и организации, многие из которых обслуживают или представляют особый интерес для ЛГБТ-сообщества, и имеет высокую концентрацию его представителей, живущих и работающих в этом районе.
В парке Асбери Парк, штат Нью-Джерси, и прилегающем к нему городе Оушен Гров находится крупное гей-сообщество. Многие отдыхающие, посетители Асбери Парка, являются гомосексуалами, а в городе находится единственный в Нью-Джерси отель для геев, The Empress Hotel. Коллингсвуд, штат Нью-Джерси, пригород Филадельфии, дал жизнь довольно масштабному постоянно действующему гей-сообществу. В Оганките, штат Мэн, есть геи, представляющие собой постоянных жителей и домовладельцев.
В Сиднее, Австралия, Поттс-Пойнт (также известный как «Пуфс-Пойнт») и близлежащий Элизабет Бэй (также известный как «Бетти-Бэй») прославились тем, что здесь проживает самое большое количество геев в городе, многие из которых ведут бизнес. Район известен самой высокой плотностью населения в Австралии с множеством жилых домов в стиле ар-деко. В Ньютауне тоже немало людей с нетрадиционной ориентацией, но здесь царит более суровая богемная атмосфера.
В некоторых городах, таких как Стокгольм, Хельсинки, Тель-Авив, Остин и Копенгаген, нет установленных гей-деревень, отчасти из-за разной социальной динамики в этих городах (меньшая социальная сегрегация в городе), но также из-за более раннего социального признания гей-сообщества. Однако есть районы, исторически известные как места встреч гомосексуалистов, такие как Сёдермальм в Стокгольме, Пунавуори и Каллио в Хельсинки, остающиеся в некоторой степени модными районами для проживания геев, хотя таковых среди них преимущественно нет.

### Гей-кварталы Великобритании
Более крупные города и мегаполисы пользуются наибольшей популярностью, поскольку они считаются более толерантными и, как правило, имеют «историю прогрессивной политики местных органов власти по поддержке и финансированию инициатив, дружественных к ЛГБТ». Также отмечена круговая модель миграции, в результате чего как только районы зарекомендовали себя как место проживания членов ЛГБТ, туда тянется всё больше их представителей. ЛГБТ-инклюзивные районы больших и малых городов Великобритании, как правило, определяются «чётко очерченным географическим центром, уникальной культурой, кластером коммерческих пространств», а иногда и концентрацией жилых домов. Считается, что районы, населённые представителями ЛГБТ, помогают городам и мегаполисам Великобритании экономически развиваться, но некоторые считают, что строительство таких районов создает изолирующий эффект для некоторых меньшинств, которые хотят в них обжиться.

#### Гей-прайды
И Бирмингемский гей-парад, и Ливерпульский прайд — масштабные регулярные фестивали, которые каждый август привлекают десятки тысяч туристов в свои города. Парад Бирмингема сосредоточен в гей-квартале города, расположенном вокруг Хёрст-стрит, в то время как Прайд Ливерпуля проходит через гей-квартал Ливерпуля и Пир-Хед.

#### Брайтон

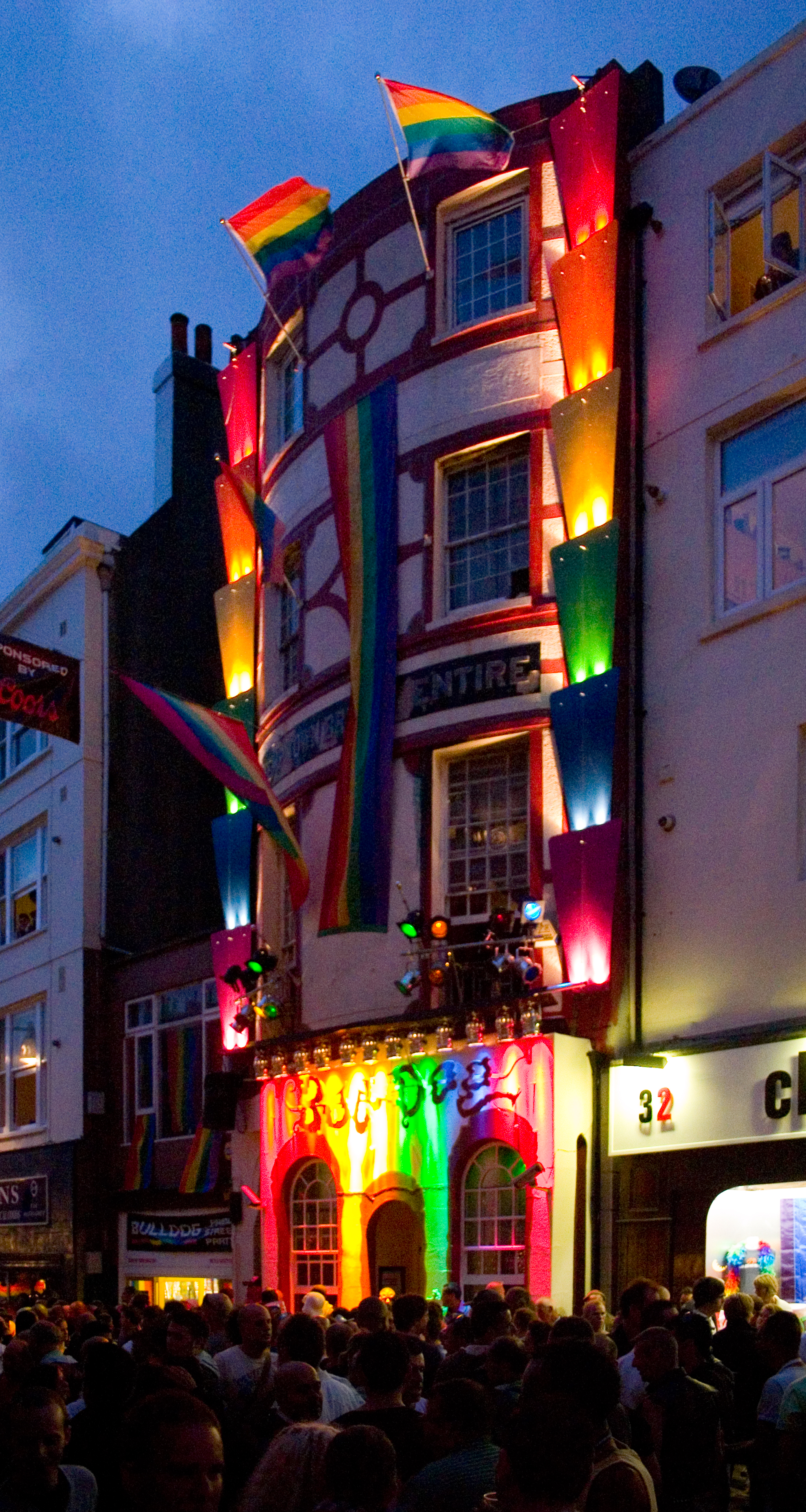
Гей-бар в Брайтоне, неофициальной ЛГБТ-столице Великобритании, во время Брайтонского прайда

Брайтон как правило считается неформальной «гей-столицей» Великобритании, и здесь начинает свой путь история ЛГБТ в городе с 19 века. Брайтонский прайд — крупнейшее ЛГБТ-мероприятие в Великобритании, которое проводится в начале августа и ежегодно привлекает около 160 000 человек. Многие ЛГБТ-пабы, клубы, бары, рестораны, кафе и магазины расположены вокруг Брайтона и, в частности, на Сент-Джеймс-стрит в Кемптауне. Несколько ЛГБТ-благотворительных организаций, социальных объединений и групп поддержки также базируются в городе, в том числе «Allsorts Youth Project», «Brighton Gay and Lesbian Switchboard» и «Brighton Gay Men’s Chorus». Журнал GScene, местный ЛГБТ-журнал, выходит ежемесячно. По оценке 2014 года, 11-15 % населения города в возрасте 16 лет и старше считают себя лесбиянками, геями или бисексуалами. В городе также был отмечен самый высокий процент однополых домохозяйств в Великобритании в 2004 году и самое большое количество зарегистрированных гражданских партнёрств за пределами Лондона в 2013 году.

#### Лондон

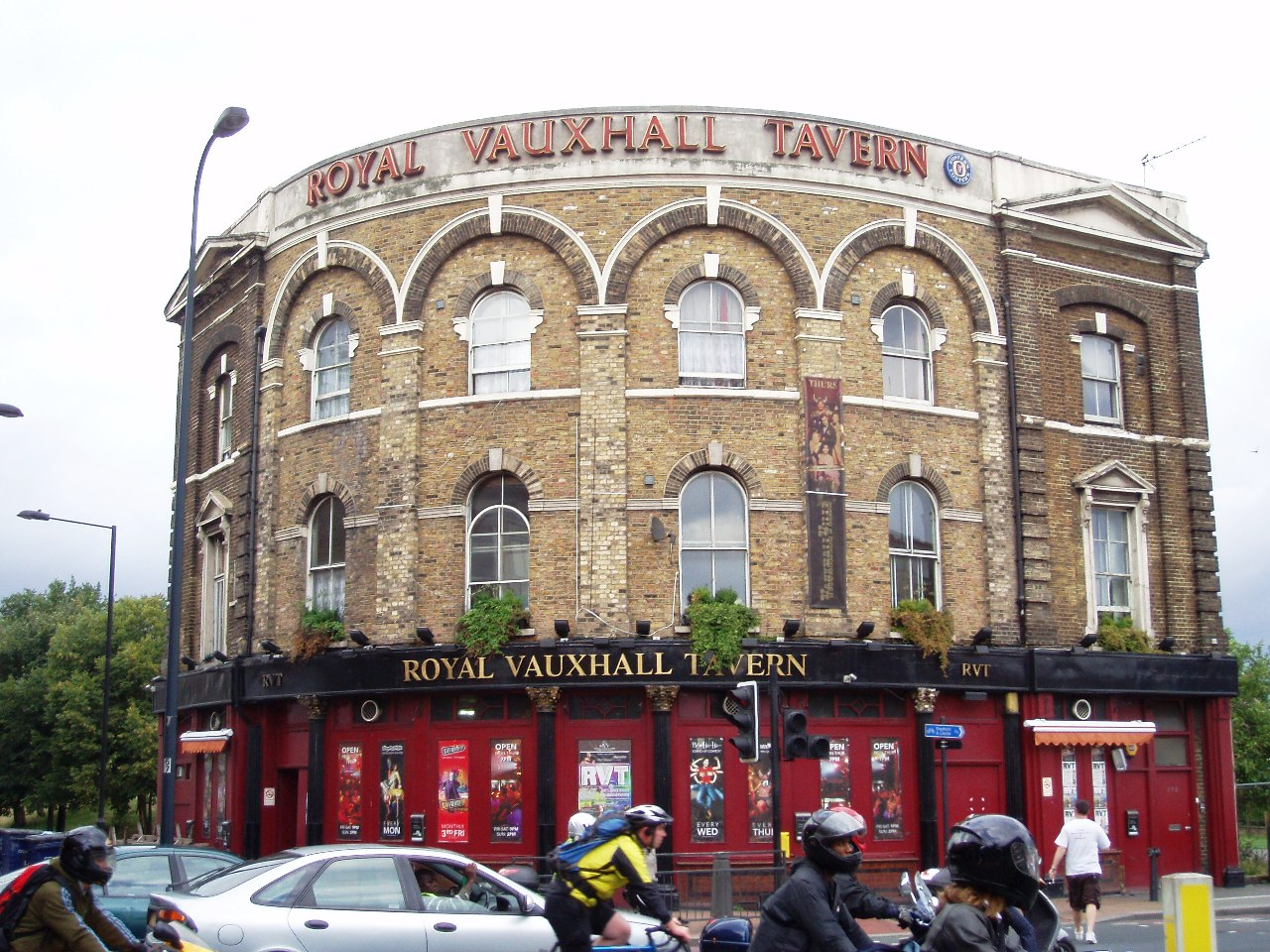
Royal Vauxhall Tavern — старейшее из сохранившихся ЛГБТ-заведений Лондона

Лондонское ЛГБТ-сообщество исторически было сосредоточено вокруг Сохо с 18-го века и, в частности, Олд-Комптон-стрит, где теперь вдоль улиц расположены бары, клубы, рестораны, кафе, магазины и театры. Также популярен Воксхолл, известный в просторечии как Вохо, с барами, ночными клубами и сауной, а также старинной таверной «Royal Vauxhall» и «Above The Stag Theater», единственным ЛГБТ-театром Великобритании. В последнее время заведения в Долстоне, Шордитче и Бетнал Грин стали популярными среди членов ЛГБТ-сообщества. Фронт освобождения геев в Великобритании зародился в Лондоне в 1970-х годах, что положило начало первому официальному митингу гей-прайдов в Великобритании в 1972 году. Лондонский прайд проходит в центре города в конце июня, уделяя особое внимание главной сцене на Трафальгарской площади и площадкам в Сохо и Воксхолле. Прайд — единственное ежегодное мероприятие, закрывающее лондонский Оксфорд-стрит, ежегодно собирающее тысячи зрителей. В 2014 году более 750 000 человек посетили Лондонский гей-парад. Согласно отчёту Национальной статистической службы 2010 года, в Лондоне проживает самый высокий процент британцев, идентифицирующих себя как представителями ЛГБТ-сообщества, чем где-либо ещё в Великобритании — 2,5 %. ЛГБТ-организации города включают London Lesbian and Gay Switchboard и OutRage!. Stonewall, основанная в 1989 году, в настоящее время является крупнейшей в Великобритании благотворительной ЛГБТ-организацией и располагается в Лондоне. Благотворительные организации по борьбе с ВИЧ и СПИДом Terrence Higgins Trust и National AIDS Trust базируются в Лондоне, как и PinkNews, популярное интернет-издание для ЛГБТ-сообщества. Национальные ЛГБТ-журналы Gay Times, Attitude и DIVA размещены в пригороде, тогда как публикации QX, Boyz, So So Gay, Out in the City распространяются исключительно в столице.

#### Манчестер
Канал-стрит был центром гей-квартала Манчестера с 1960-х годов. Манчестерский ЛГБТ-прайд, проводимый каждый год в районе в конце августа, начался с незначительных действий в 1980-х годах, переросших в десятки тысяч зрителей в последующие годы. Гей-квартал Манчестера был назван одним из «самых успешных в Европе» и «северной столицей геев», репутация которой была повышена запуском телешоу ЛГБТ «Боб и Роуз» и «Близкие друзья», оба написаны Расселом Ти Дэйвисом, съёмки которых проходили там. «Огурец» и «Банан», тоже производства Дэвиса, также связаны с этой местностью. LGBT Foundation находится в Манчестере, как и Albert Kennedy Trust, который начал свою деятельность в городе и распространился на Лондон и Ньюкасл. BiPhoria, самая старая в Великобритании общественная организация бисексуалов, также основана в Манчестере. По различным оценкам, там проживает от 24 950 до 34 930 лесбиянок, геев и бисексуалов.

#### Бирмингем
Бирмингем является родиной для 60 000 геев. Бирмингемский гей-квартал, ставший известным в 1990-х, расположен вокруг Хёрст-стрит в Саутсайде и населён клубами, барами и магазинами. Прайд в Бирмингеме отмечается каждый год в конце мая во время банковских каникул; его развлечения и праздники сосредоточены вокруг гей-деревни. По оценкам организаторов, прайд приносит экономике города около £ 15 миллионов. В 2014 году его посетили более 50 000 человек. В городе также есть собственный ЛГБТ-центр, открытый в 2013 году для поддержки здоровья и благополучия. Midlands Zone, региональный ЛГБТ-журнал, издаётся каждый месяц.

#### Лестер, Ноттингем, Сток
В городах Мидлендса Ноттингем, Лестер и Сток-он-Трент есть большие сообщества ЛГБТ, и все они проводят ЛГБТ-мероприятия. Прайды Nottingham Pride, Leicester Pride и Stoke-on-Trent Pride собирают тысячи участников и зрителей.

### Ливерпуль

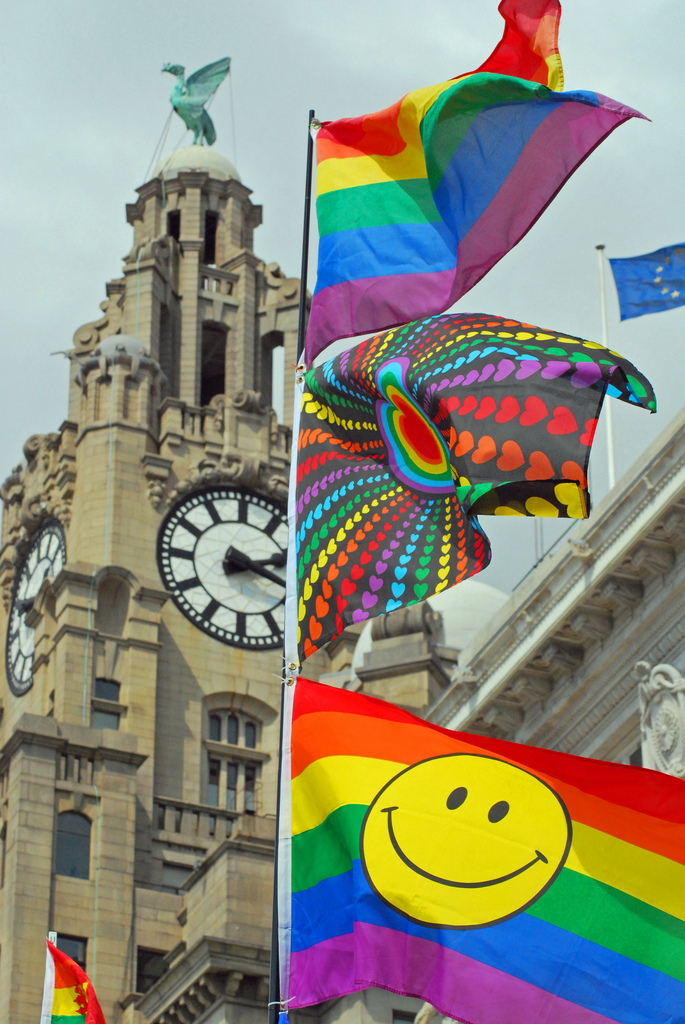
Ливерпуль считается домом для самого крупного ЛГБТ-сообщества в Великобритании

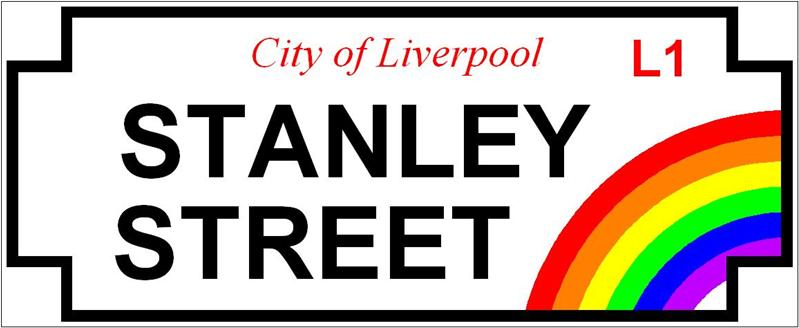
Официальные вывески на Стэнли-стрит в гей-квартале Ливерпуля

Ливерпуль является домом для самого крупного ЛГБТ-сообщества в Великобритании, где, по оценкам, проживают 94 000 ЛГБТ-представителей что эквивалентно членам ЛГБТ Сан-Франциско. Ливерпуль также стал первым и единственным британским городом, который официально признал свой гей-квартал Stanley Street Quarter, установив уличные знаки с радужным флагом, для идентификации в 2011 году на Stanley Street, Cumberland Street, Temple Lane, Eberle Street и Temple Street. Ливерпульский прайд был основан в 2010 году и ежегодно собирает десятки тысяч человек. Ежегодный городской фестиваль «Гомотопия» организован единственной организацией ЛГБТК в северной Англии. Ливерпуль также был ареной многих важных моментов в истории движения за права меньшинств.

### Лидс и Шеффилд
Значительный гей-квартал Лидса сосредоточен вокруг Leeds Bridge и Lower Briggate в районе The Calls. Прайд в Лидсе — самое популярное мероприятие прайда в Йоркшире, ежегодно объединяющее около 25 000 человек, при этом другие прайды в регионе проходят в Шеффилде и Йорке. Известно, что в Шеффилде проживает от 27635 до 38689 лесбиянок, геев и бисексуалов и 3300 трансгендеров. С 1990-х годов рыночный городок Хебден Бридж в Йоркшире был назван «лесбийской столицей Великобритании» и, как сообщается, имел самое большое количество лесбиянок на душу населения, чем где-либо в Великобритании и, как сообщается, имеет самое большое количество лесбиянок на душу населения, чем где-либо еще в Великобритании.
В 2018 году в Шеффилде был основан первый гей-квартал. Он расположен на углу улиц The Moor и Hereford Street в центре города, рядом с давно открывшимся баром и клубом «Dempsey’s», недавно открывшимся «Queer Junction», а в ближайшем будущем там же откроются еще один гей-бар, сауна и магазин. Прайд ЛГБТ+ 2018 года, который прошёл в городе, также, как сообщается, был самым оживленным в связи с празднованием его 10-летия.

## ЛГБТ-население

### Самые популярные ЛГБТ-сообщества в городах Бразилии

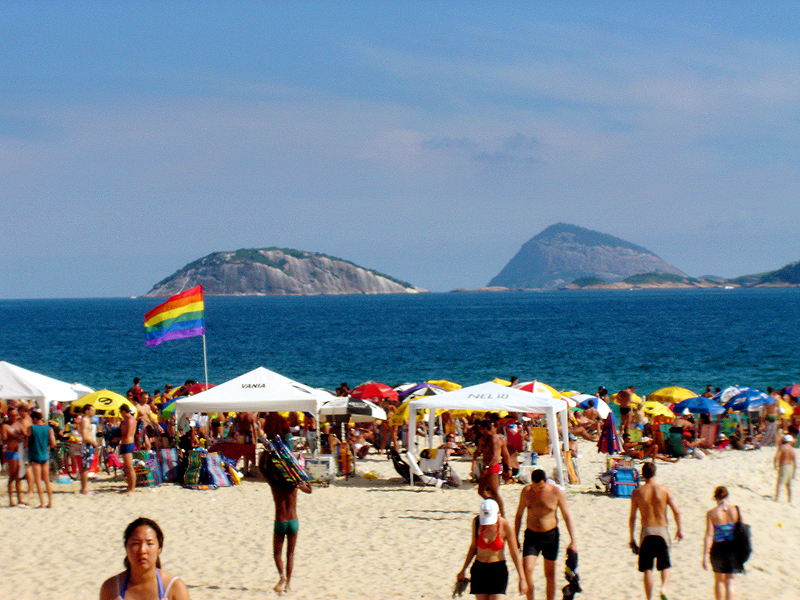
ЛГБТ-сексуальная часть пляжа Ипанема в Рио-де-Жанейро, Бразилия

В 2009 году опрос, проведённый Университетом Сан-Паулу в 10 столицах бразильских штатов, показал, что 7,8 % мужского населения Бразилии составляли геи и 2,6 % — бисексуалы (всего 10,4 %), а 4,9 % женского населения — лесбиянки и 1,4 % бисексуалки (всего 6,3 %).
В городе Рио-де-Жанейро, согласно исследованиям, 19,3 % мужского населения были геями или бисексуалами. По тем же источникам, 10,2 % женского населения в городе Манаус были лесбиянками или бисексуалками.
| Место в рейтинге | Город          | Доля ЛГБТ- представителей от населения |
| ---------------- | -------------- | -------------------------------------- |
| 1                | Рио-де-Жанейро | 14.30 %                                |
| 2                | Форталеза      | 9.35 %                                 |
| 3                | Манаус         | 8.35 %                                 |
| 4                | Сан-Паулу      | 8.20 %                                 |
| 5                | Салвадор       | 8.05 %                                 |
| 6                | Бразилиа       | 7.95 %                                 |
| 7                | Белу-Оризонти  | 6.85 %                                 |
| 8                | Куритиба       | 6.55 %                                 |
| 9                | Порту-Алегри   | 5.95 %                                 |
| 10               | Куяба          | 5.65 %                                 |

### Самые популярные ЛГБТ-сообщества в США
Наиболее населённый меньшинствами город США — это Нью-Йорк, где проживает около 272 493 геев. На втором месте Лос-Анджелес (154 270), за ним следуют Чикаго (114 449) и Сан-Франциско (94 234).
Города США с наибольшим количеством геев и лесбиянок: Нью-Йорк — Северный Нью-Джерси — Лонг-Айленд (около 568 903 геев), затем Лос-Анджелес — Лонг-Бич — Санта-Ана с 442 211 человек и Чикаго — Напервилль — Джолиет, Иллинойс — Индиана — Висконсин с 288 748 проживающими представителями ЛГБТ.
Согласно исследованиям, от 33 до 50 процентов жителей Палм-Спрингс, Калифорния, составляют геи или другие представители ЛГБТ-сообщества, эта статистика делает их самым большим процентным сообществом в США.
На следующих диаграммах отражён топ городов, штатов и городских агломераций США с:
1. самой высокой плотностью населения гомосексуального сообщества;
2. самым высоким процентом геев в черте города (количество членов ЛГБТ-сообщества в процентах от общего числа жителей)[86]. Приведённые цифры являются приблизительными и основанными на опросе американского сообщества. Перепись населения США не запрашивает сексуальную ориентацию или гендерную идентичность.

#### По городам США

Доля взрослых представителей ЛГБТ по штатам США в 2012 г.

Города США с самым высоким процентом членов ЛГБТ-сообщества в 2006 г.

| Место в рейтинге | Город          | Количество ЛГБТ-представителей | Количество ЛГБТ-представителей |
| Место в рейтинге | Город          | тыс. чел.                      | доля                           |
| ---------------- | -------------- | ------------------------------ | ------------------------------ |
| 1                | Нью-Йорк       | 272,493                        | 4.5 %                          |
| 2                | Лос-Анджелес   | 154,270                        | 5.6 %                          |
| 3                | Чикаго         | 114,449                        | 5.7 %                          |
| 4                | Сан-Франциско  | 94,234                         | 15.4 %                         |
| 5                | Финикс         | 63,222                         | 6.4 %                          |
| 6                | Хьюстон        | 61,976                         | 4.4 %                          |
| 7                | Сан-Диего      | 61,945                         | 6.8 %                          |
| 8                | Даллас         | 58,473                         | 7.0 %                          |
| 9                | Сиэтл          | 57,993                         | 12.9 %                         |
| 10               | Бостон         | 50,540                         | 12.3 %                         |
| 11               | Филадельфия    | 43,320                         | 4.2 %                          |
| 12               | Атланта        | 39,085                         | 12.8 %                         |
| 13               | Сан-Хосе       | 37,260                         | 5.8 %                          |
| 14               | Портленд       | 35,413                         | 8.8 %                          |
| 16               | Миннеаполис    | 34,295                         | 12.5 %                         |
| 17               | Денвер         | 33,698                         | 8.2 %                          |
| 18               | Вашингтон      | 32,599                         | 8.1 %                          |
| 20               | Сакраменто     | 32,108                         | 9.8 %                          |
| 32               | Солт-Лейк-Сити | 14,201                         | 7.6 %                          |
| 36               | Орландо        | 12,508                         | 7.7 %                          |

#### По агломерациям США
| Место в рейтинге | Агломерация   | Количество ЛГБТ-представителей | Количество ЛГБТ-представителей |
| Место в рейтинге | Агломерация   | тыс. чел.                      | доля                           |
| ---------------- | ------------- | ------------------------------ | ------------------------------ |
| 4                | Сан-Франциско | 256,313                        | 8.2 %                          |
| 11               | Сиэтл         | 156,051                        | 6.5 %                          |
| 5                | Бостон        | 201,344                        | 6.2 %                          |
| 21               | Портленд      | 94,027                         | 6.1 %                          |
| 16               | Тампа         | 119,044                        | 5.9 %                          |
| 29               | Остин         | 61,732                         | 5.9 %                          |
| 19               | Денвер        | 99,027                         | 5.8 %                          |
| 15               | Миннеаполис   | 130,472                        | 5.7 %                          |
| 24               | Орландо       | 81,272                         | 5.7 %                          |
| 33               | Хартфорд      | 49,000                         | 5.6 %                          |

| Место в рейтинге | Объединение агломераций                      | Количество ЛГБТ-представителей | Количество ЛГБТ-представителей |
| Место в рейтинге | Объединение агломераций                      | тыс. чел.                      | доля                           |
| ---------------- | -------------------------------------------- | ------------------------------ | ------------------------------ |
| 1                | Нью-Йорк — Северный Нью-Джерси — Лонг-Айленд | 568,903                        | 2.6 %                          |
| 2                | Los Angeles — Лонг-Бич — Санта-Ана           | 442,211                        | 2.7 %                          |
| 3                | Большой Чикаго, Иллинойс                     | 288,478                        | 3.1 %                          |
| 4                | Сан-Франциско — Окленд — Сан-Хосе            | 256,313                        | 3.6 %                          |
| 5                | Бостон — Кембридж — Куинси                   | 201,344                        | 3.4 %                          |
| 6                | Вашингтонская агломерация                    | 191,959                        | 2.5 %                          |
| 7                | Даллас — Форт-Уэрт — Арлингтон               | 183,718                        | 3.5 %                          |
| 8                | Майами — Майами-Бич — Форт-Лодердейл         | 183,346                        | 4.7 %                          |
| 9                | Атланта — Мариетта — Санди-Спрингс           | 180,168                        | 4.3 %                          |
| 10               | Филадельфия — Камден — Уилмингтон            | 179,459                        | 2.8 %                          |

#### По штатам США
| Место в рейтинге | Штат           | Количество ЛГБТ-представителей | Количество ЛГБТ-представителей |
| Место в рейтинге | Штат           | тыс. чел.                      | доля                           |
| ---------------- | -------------- | ------------------------------ | ------------------------------ |
| 1                | Калифорния     | 1,338,164                      | 5.2 %                          |
| 2                | Флорида        | 609,219                        | 4.6 %                          |
| 3                | Нью-Йорк       | 592,337                        | 4.2 %                          |
| 4                | Техас          | 579,968                        | 3.6 %                          |
| 5                | Массачусетс    | 361,898                        | 5.7 %                          |
| 6                | Иллинойс       | 345,395                        | 3.8 %                          |
| 7                | Огайо          | 335,110                        | 4.0 %                          |
| 8                | Пенсильвания   | 323,454                        | 3.5 %                          |
| 9                | Джорджия       | 278,943                        | 4.3 %                          |
| 10               | Массачусетс    | 269,074                        | 5.7 %                          |
| 11               | Вашингтон      | 266,983                        | 5.7 %                          |
| 12               | Миннесота      | 231,215                        | 4.7 %                          |
| 13               | Колорадо       | 219,364                        | 5.1 %                          |
| 14               | Нью-Мексико    | 99,085                         | 4.9 %                          |
| 15               | Нью-Гэмпшир    | 81,561                         | 6.6 %                          |
| 16               | Мэн            | 66,295                         | 5.2 %                          |
| 17               | Округ Колумбия | 47,651                         | 8.1 %                          |
| 18               | Вермонт        | 31,050                         | 5.1 %                          |